# オレゴンイースト交響楽団
オレゴンイースト交響楽団（オレゴンイーストこうきょうがくだん、英語: Oregon East Symphony）は、アメリカ合衆国オレゴン州ペンドルトンに本拠地を置くオーケストラである。

## 概要
オレゴンイースト交響楽団は1986年に、オレゴンイースト交響楽団監督委員会（Oregon East Symphony Board of Directors）によって創設された。
ペンドルトンのヴァート・オーディトリアム（Vert Auditorium）を演奏会場としている。ボー・ベンソンが音楽監督を務める。